# Championnat de Suisse féminin de basket-ball de troisième division
Le Championnat de Suisse de basket-ball féminin de 1LN, dénommé NL1 Women, est une compétition annuelle organisé par la SBL. Il se déroulait annuellement sous forme d'un championnat puis d'un final Four. Une saison du championnat commençait en automne et se terminait au printemps suivant.

## Histoire
Le Championnat de Suisse de basket-ball féminin de 1LN, dénommé 1re Ligue Nationale (1LNF), a été créée en 1994 et le 1er championnat de 1LNF a eu lieu lors de la saison 1994-1995 organisé par la LNBA. Le championnat dure de 1994 à 2008.
Lors de la saison 2019-2020, la SBL remet sur pied la 3ème division du Championnat de Suisse de basket-ball féminin sous la dénomination de NL1 Women. Le championnat reprend avec 6 équipes romandes, mélangeant équipes espoirs de SBL Women (1ère division) et NBL Women (2ème division) et équipes féminines séniores.

## Palmarès
| Saison    | Vainqueur                       |
| --------- | ------------------------------- |
| 2021/2022 |                                 |
| 2020/2021 | pas de vainqueur dû au Covid-19 |
| 2019/2020 | pas de vainqueur dû au Covid-19 |
| 2007/2008 | Brunnen Basket II               |
| 2006/2007 | Brunnen Basket II               |
| 2005/2006 | Reussbühl Highflyers            |
| 2004/2005 | BBC Agaune                      |
| 2003/2004 | Brunnen Basket                  |
| 2002/2003 | ABB Baden                       |
| 2001/2002 | Riva Basket                     |
| 2000/2001 | TV Opfikon Basket               |
| 1999/2000 | Hélios Basket                   |
| 1998/1999 | BC Arlesheim                    |
| 1997/1998 | BC Swissair                     |
| 1996/1997 | Brunnen Basket                  |
| 1995/1996 | Carouge Basket                  |
| 1994/1995 | Martigny Basket                 |